# Sigfús Daðason
Sigfús Daðason (* 20. Mai 1928 in Helgafellssveit; † 12. Dezember 1996 in Reykjavík, Island) war ein isländischer Dichter, Verleger, Übersetzer und Hochschullehrer.

## Leben
Sigfús schloss das älteste Gymnasium Islands, die Menntaskólinn í Reykjavík, im gleichen Jahr 1951 ab, in welchem auch sein erster Gedichtband veröffentlicht wurde. Er studierte acht Jahre lang Lateinisch sowie französische und deutsche Literatur an der Sorbonne in Paris. In dieser Zeit veröffentlichte er einen weiteren Gedichtband. Er war einer der Pioniere der Modernistischen Bewegung in Island, der Atompoeten, die ohne eine eigene Organisation oder Manifest zusammenarbeiteten.
Danach wurde Sigfús Daðason von 1960 bis 1975 Redakteur und Autor für die isländische Kulturzeitschrift Mál og Menning. Gleichzeitig war er Geschäftsführer des Verlages Mál og Menning in den Jahren von 1962 bis 1976 und seit 1971 Direktor des Verlags. 1976 bis 1995 machte er sich mit dem Verlag Ljóðhús selbständig. Er lehrte an der Universität Island.
Sigfús starb im Krankenhaus der Universität Island in Reykjavík.

## Veröffentlichungen
- Ljóð 1947–1951, Gedichtsammlung. 1951.
- Hendur og orð, Gedichtsammlung. 1959.
- Fá ein ljóð, Gedichte aus den Jahren 1960–1970. 1977.
- Útlínur bak við minnið, Gedichtsammlung. 1987.
- Maðurinn og skáldið Steinn Steinarr, Biographie. 1987.
- Provence í endursýn. 1992.
- Og hugleiða steina. 1997.
- Ljoð 1947–1996. 2008.